# Powiatul Wejherowo
Powiat wejherowski este o unitate administrativ-teritorială (powiat) din voievodatul Pomerania, în nordul Poloniei. Aceasta a fost înființat pe 1 ianuarie 1999, ca urmare a reformelor guvernamentale poloneze adoptate în 1998. Sediul administrativ este orașul Wejherowo, care se află la 36 km nord-vest de capitala regională Gdańsk.
Powiatul se întinde pe o suprafață de 1285,25 km².

## Demografie
La 1 ianuarie 2013 populația powiatului a fost de 203.862 locuitori. Wejherowski este cel mai popolat powiat din voievodatul Pomerania (cu excepția orașelor cu statut de powiat).
Date referitoare la populație (31 iunie 2011):
|  | Total  | Total | Femei  | Femei | Bărbați | Bărbați                    |
|  | oameni | %     | oameni | %     | oameni  | % Format:Demografia/raport |

### Evoluție
Powiatul wejherowski se caracterizată printr-o creștere rapidă a populației, ca urmare natalității ridicate și a migrației oamenilor din Trioraș și powiatele vecine. Această tendință se observă mai ales în comunele din sud-est, deoarece se află mai aproape de Trioraș.
Powiat wejherowski - evoluția demografică

|  | Graficele sunt indisponibile din cauza unor probleme tehnice. Mai multe informații se găsesc la Phabricator și la wiki-ul MediaWiki. |

Date: Recensăminte sau birourile de statistică - grafică realizată de Wikipedia

## Comune

Comunele powiatului wejherowski

| Stemă                         | Comună           | Tip    | Suprafață (km²) | Populație (2012) | Reședință   |
|                               | Wejherowo        | urbană | 25,7            | 50 375           |             |
|                               | Rumia            | urbană | 30,0            | 47 304           |             |
|                               | Reda             | urbană | 35,0            | 22 479           |             |
|                               | Comuna Wejherowo | rurală | 194,1           | 22 471           | Wejherowo * |
|                               | Comuna Szemud    | rurală | 176,6           | 15 718           | Szemud      |
|                               | Comuna Luzino    | rurală | 111,9           | 14 678           | Luzino      |
|                               | Comuna Łęczyce   | rurală | 232,8           | 11 831           | Łęczyce     |
|                               | Comuna Gniewino  | rurală | 176,2           | 7 268            | Gniewino    |
|                               | Comuna Linia     | rurală | 119,8           | 6 053            | Linia       |
|                               | Comuna Choczewo  | rurală | 183,2           | 5 685            | Choczewo    |
| * nu aparține municipalității |                  |        |                 |                  |             |